# Consejería de Agricultura, Desarrollo Rural, Población y Territorio de la Junta de Extremadura
La Consejería de Agricultura, Desarrollo Rural, Población y Territorio es una consejería que forma parte de la Junta de Extremadura. Su actual consejera y máximo responsable es Begoña García Bernal. Esta consejería ejerce las competencias autonómicas en materia de agricultura y ganadería, desarrollo rural, ordenación y gestión forestal, caza y pesca, prevención y extinción de incendios forestales, ordenación del territorio, urbanismo y política interior. Ejerce asimismo las competencias en materia de sociedades cooperativas y laborales, así como las de política demográfica y poblacional.
Tiene su sede en la Avenida Luis Ramallo, s/n de la capital extremadura.

## Estructura Orgánica
- Consejera: Begoña García Bernal
  - Secretaría General
  - Dirección General de Agricultura y Ganadería
  - Dirección General de Política Agraria Comunitaria
  - Dirección General de Política Forestal
  - Secretaría General de Población y Desarrollo Rural
    - Dirección General de Cooperativas y Economía Social

  - Dirección General de Urbanismo y Ordenación del Territorio
  - Dirección General de Emergencias, Protección Civil e Interior